# История административно-территориального деления Башкортостана
История административно-территориального деления Башкортостана — история административно-территориального устройства Башкортостана.

Карта: «Деление Уфимской провинции и Башкирии на даруги», Ландскарты Оренбургской губернии Красильникова, 1755 год

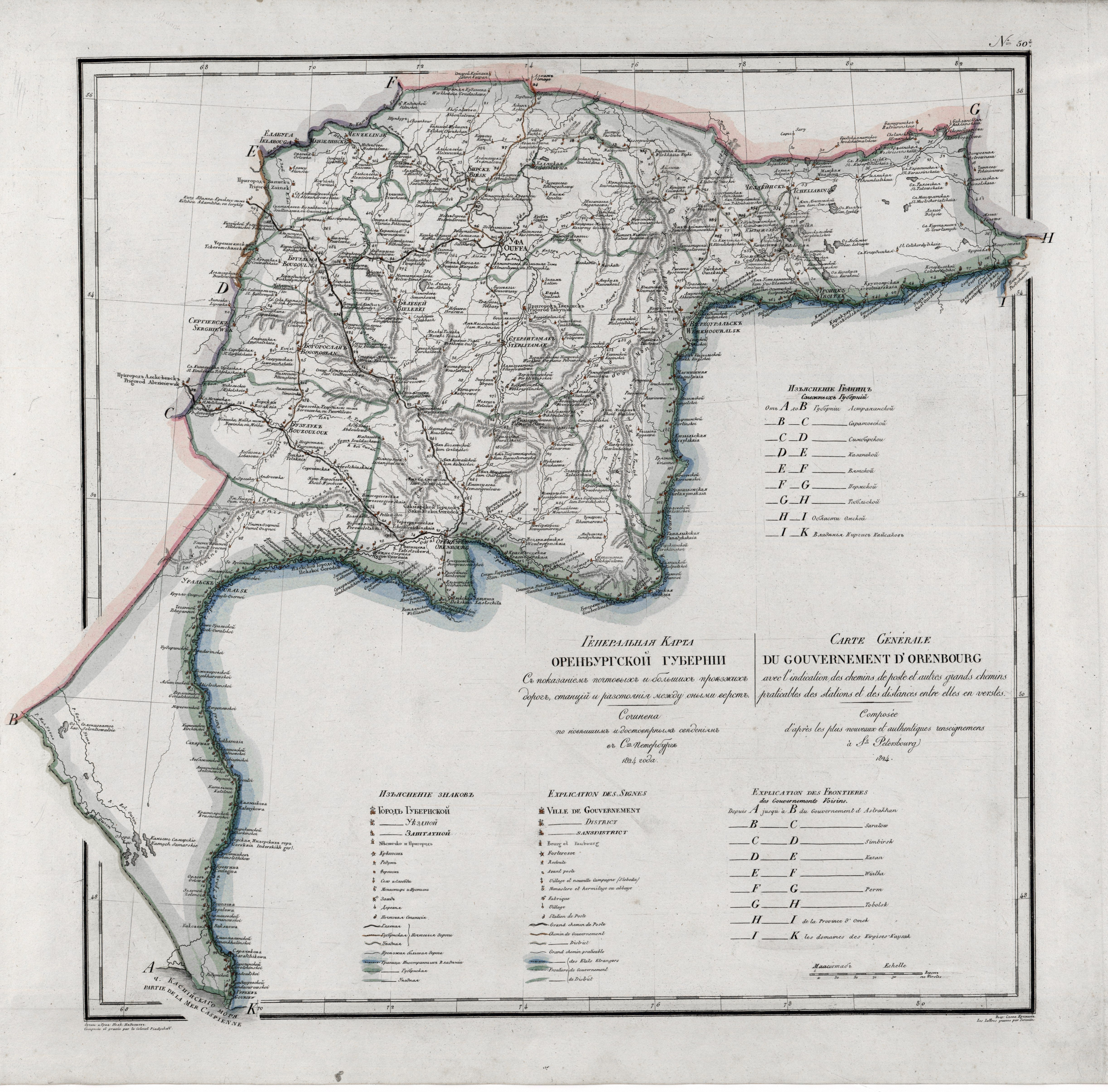
Карта Оренбургской губернии 1824 года

## До начала XVIII века
До XIX века основой административно-территориального устройства Башкортостана являлась родоплеменная организация башкир, традиционная система землевладения и землепользования.
О стране башкир, её народе и обычаях сообщали в IX—XIII веках арабские географы Ахмед Ибн Фадлан и ал-Балхи, итальянский монах Карпини Плано и голландец Гильом де Рубрук. Ибн Русте отмечал, что башкиры — «народ самостоятельный, занимающий территории по обеим сторонам Уральского хребта между Волгой, Камой, Тоболом и верхним течением Яика», а географ Идриси в XII веке писал о двух областях башкир «внутренней» и «внешней» и упоминал башкирские города Немжан, Гурхан, Каракия, Касра и Масра.
В X—XIII веках западная часть расселения башкир входила в состав Волжской Булгарии. В XIII—XIV веках вся территория расселения башкир находилась в составе Золотой Орды, а после её распада территория Башкортостана вошла в состав Казанского ханства, Ногайской Орды и Сибирского ханства.
После присоединения Башкортостана к России, его основная территория вошла в состав Казанского уезда. В XVI—XVIII вв. территория расселения башкир обозначался как Уфимский уезд или Башкирия, которая состояла из следующих административных единиц: Казанская дорога, Ногайская дорога, Осинская дорога и Сибирская дорога: «С того времени Уфимский уезд или паче вся Башкирь (Башкирия) разделена на четыре дороги, именованные по сему: к Сибири лежащая сторона названа Сибирская дорога, к Казани — Казанская, к пригороду Осе (кой построен на Каме реке) — Осинская, а к степным народам прозвана Ногайскою, которые наименования в рассуждении всей Башкирии и поныне наблюдаются». Дорога (даруга) в данном случае рассматривается как разновидность хозяйственного землеустройства на тот период. Каждая дорога управлялась старшиной. Дороги состояли из родоплеменных волостей, которые, в свою очередь, подразделялись на роды (аймаки или тюбы).
| Даруги/Дороги    | Волости (по состоянию на 1775 год) | Уезды образованные в 1781 году |
| ---------------- | --- | --- |
| Казанская дорога | Байля(а)рская, Булярская, Гарейская, Дуванейская, Елдяц(кс)кая, Енейская, И(Е)ланская, Калн(нл)инская, Каршинская, Кипчац(кс)кая, Киргизская, Кыр-И(Е)ланская, Не(а)дырова, Сарайли-Минская, Сенирянская, Урман-Гарейская, Ше(а)мшадинская, Юрминская | Белебеевский, Бирский (частично), Бугульминский, Бугурусланский, Мензелинский, Сергиевский (частично)                                     |
| Ногайская дорога | Бурзе(я)нская, Бушмас(н)-Кипчац(кс)кая, Гарей-Кипчац(кс)кая, Дуван-Табынская, Е(Ю)муран-Табынская, Ил(е)кей-Минская, Калчир-Табынская, Карагай-Кипчац(кс)кая, Кара-Табынская, Катайская, Кси-Табынская, Кумрук-Табынская, Кыркули-Минская, Миркит-Минская, Сарали-Минская, Сартская, Сугун-Кипчац(кс)кая, Тамь(ъ)янская, Ти(а)нгаурская, Телтим-Юрматынская, Уршак-Минская, Усерге(а)нская, Чай(н)кин(м)-Кипчац(кс)кая, Чуби-Минская, Юрматынская | Белебеевский (частично), Бугульминский, Бугурусланский, Верхнеуральский (частично), Оренбургский, Сергиевский (частично), Стерлитамакский |
| Осинская дорога  | Гайнинская, Ирехтинская, Уранская | Бирский (частично), Осинский (частично), Уфимский (частично)                                                                              |
| Сибирская дорога | Айлинская, Дуванская, Кара-Табынская, Кущинская, Мурзаларская, Сартская, Сунларская, Тырнаклинская, Тюбеляцкая, Шайтан-Кудейская | Троицкий, Уфимский (частично), Челябинский, части Пермского и Тобольского наместничеств                                                   |

## С начала XVIII века до начала XX века
В 1708 году край причислен к Казанской губернии как Уфимское воеводство, которое с 1719 года переименовано в Уфимскую провинцию. В 1737 году зауральская часть исторического Башкортостана оказалась в составе вновь созданной Исетской провинции.

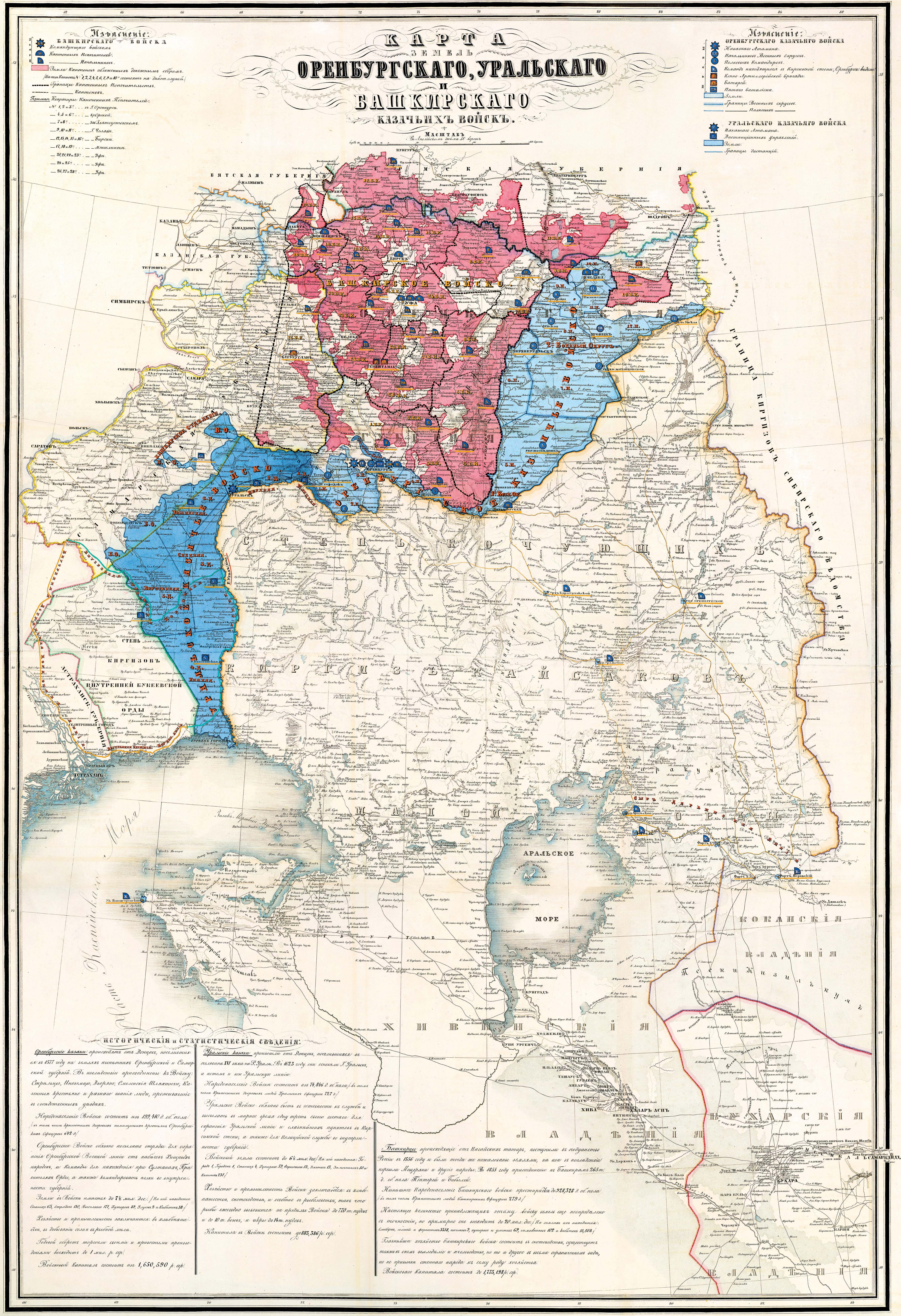
Карта земель Оренбургского, Уральского и Башкирского казачьих войск в 1858 году.

В 1744 году императрица Елизавета Петровна высочайшим указом повелела «быть в Оренбурге губернии и именоваться Оренбургская губерния и в ней быть губернатором Тайному советнику Неплюеву». Оренбургская губерния была образована в составе Уфимской и Исетской провинций.
В 1781 году Уфимское наместничество состояло из двух областей, Уфимской и Оренбургской. Уфимская область состояла из 8 уездов (Белебеевский, Бирский, Бугульминский, Бугурусланский, Мензелинский, Стерлитамакский, Уфимский и Челябинский уезды), а Оренбургская из 4 (Бузулукский, Верхнеуральский, Оренбургский и Сергиевский уезды).
В 1796 году Уфимское наместничество переименовано в Оренбургскую губернию. Кантонная реформа 1798 года положила конец функционированию дорог. С этого времени в прошениях указывались губерния, уезд, номера башкирских кантонов и войсковых юртов (команд). По указу от 10 (21) апреля 1798 года башкирское население края было переведено в военно-служилое сословие (Башкирское войско) и обязывалось нести пограничную службу на восточных рубежах России . В административном отношении были созданы кантоны.
С присоединением казахских земель в 1731 году к России Башкортостан стала одной из многих внутренних областей империи, и необходимость привлечения башкир, мишарей и тептярей к пограничной службе отпала. В ходе реформ 1860—1870-х гг. в 1864—1865 гг. кантонная система была отменена, и управление башкирами и их припущенниками перешло в руки сельских и волостных (юртовых) обществ, аналогичных русским обществам. Правда, за башкирами оставались преимущества в области землепользования: норматив для башкир был 60 десятин на душу населения, при 15 десятинах для бывших крепостных.
В 1865 году была упразднена кантонная система и образована Уфимская губерния разделением Оренбургской губернии на Уфимскую и Оренбургскую. В состав Уфимской губернии вошли Белебеевский, Бирский, Златоустовский, Мензелинский, Стерлитамакский и Уфимский уезды, а в составе Оренбургской остались Верхнеуральский, Оренбургский, Орский, Троицкий и Челябинский уезды.

## С начала XX века до начала XXI века
15 ноября [28 ноября] 1917 года был провозглашена автономия Башкортостана. В декабре 1917 года III Всебашкирский Учредительный курултай принял положение «Об автономном управлении Башкурдистана», согласно которой автономия состояла из девяти кантонов: Барын-Табынский, Бурзян-Тангауровский, Джитировский, Ичкин-Катайский, Кипчакский, Куваканский, Тамьянский, Ток-Чуранский и Усерганский. К началу 1919 года Башкурдистан состоял из 13 кантонов: Аргаяшский, Бурзян-Тангауровский, Джитировский, Дуванский, Кипчакский, Кудейский, Табынский, Кущинский, Тамьян-Катайский, Ток-Чуранский, Усерганский, Юрматынский и Яланский.

«Малая Башкирия» в 1919 году

Образование «Большой Башкирии» в 1922 году

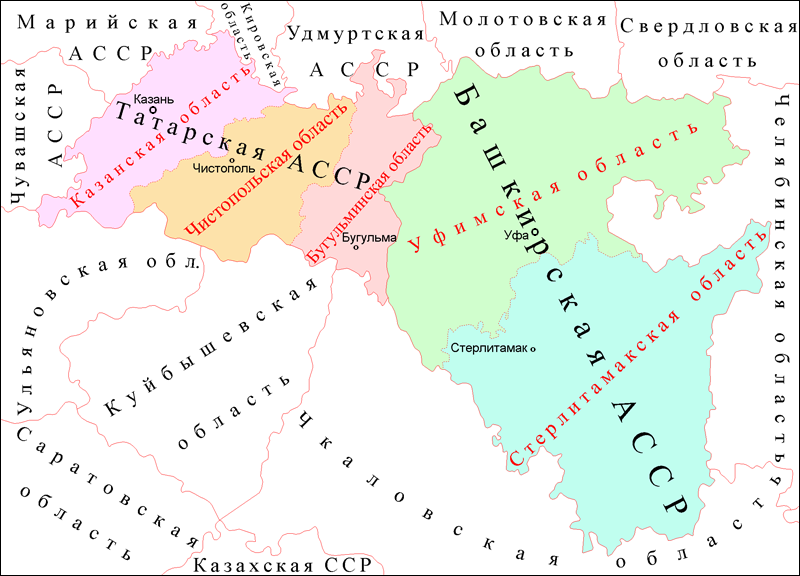
Области Татарской и Башкирской АССР в 1953 году

После образования Башкирской республики в 1919 году, до 1930 года существовала волостно-кантонная система. Изначально территория автономной республики была разделена на 13 кантонов: Аргаяшский, Бурзян-Тангауровский, Джитировский, Дуванский, Кипчакский, Кудейский, Кущинский, Табынский, Тамьян-Катайский, Ток-Чуранский, Усерганский, Юрматынский и Яланский кантоны (состоявшие из 134 волостей). В июне 1919 года Джитировский и Кипчакский кантоны были объединены в Кипчак-Джитировский кантон, а с сентября того же года Дуванский и Кущинский — в Дуван-Кущинский кантон. В ноябре 1920 года был передан Стерлитамакский уезд ставший 12-м кантоном в составе республики.
В 1922 году Башкирская АССР была разделена 8 кантонов (Аргаяшский, Белебеевский, Бирский, Зилаирский, Месягутовский, Стерлитамакский, Тамьян-Катайский и Уфимский), которые делились на 296 волостей и 3698 сельских советов.
20 августа 1930 года была внедрена районная система административно-территориального деления, когда согласно постановлению ЦИК было создано 48 районов и упразднена кантонная система. Районы Башкирской АССР в 1930 году: Абзелиловский, Аргаяшский, Архангельский, Аскинский, Байкинский, Баймак-Таналыковский (Баймакский), Бакалинский, Белебеевский, Белорецкий, Бижбулякский, Бирский, Благовещенский, Буздякский, Бураевский, Бурзянский, Верхне-Кигинский (Кигинский), Верхоторский (Торский), Давлекановский, Дуван-Мечетлинский (Мечетлинский), Дуванский, Дюртюлинский, Зианчуринский, Зилаирский, Калтасинский, Карагушевский, Кармаскалинский, Киргиз-Миякинский (Миякинский), Красноусольский, Кунашакский, Мелеузский, Мишкинский, Мраковский, Николо-Березовский (Красно-Камский), Ново-Кармалинский (Аургазинский), Петровский (Макаровский), Приютовский, Старо-Балтачевский (Балтачевский), Старо-Белокатайский (Белокатайский), Старо-Кулевский (Нуримановский), Стерлитамакский, Топорнинский, Туймазинский, Уфимский, Учалинский, Хайбуллинский, Чекмагушевский, Чишминский, Янаульский.
6 марта 1931 года Карагушевский район переименован в Стерлибашевский. 20 февраля 1932 года были упразднены Аскинский, Байкинский, Николо-Березовский районы и образован Кара-Идельский район. В том же году Ново-Кармалинский и Дуван-Мечетлинский районы были переименованы в Аургазинский и Мечетлинский соответственно. Также в первой половине 1930-х были упразднены Верхоторский и Приютовский районы и создан Ишимбаевский район.
В 1934 году Мраковский район переименован в Кугарчинский район. Годом позже образованы Альшеевский, Аскинский, Благоварский, Бузовъязовский, Ермикеевский, Иглинский, Илишевский, Красно-Камский, Куюргазинский, Малоязовский, Татышлинский, Фёдоровский, Шаранский и Юмагузинский районы. Аргаяшский и Кунашакский районы переданы в состав Челябинской области, на их территории был образован Аргаяшский национальный округ. Ряд территорий Зианчуринского района (в том числе административный центр — село Зианчурино) переданы в состав Оренбургской области в качестве Кувандыкского района а также в состав Саракташевского района Оренбургской области.
31 января 1935 года Президиум Всероссийского центрального исполнительного комитета утвердил новую районную сеть Башкирской АССР в составе следующих районов: 1) Альшеевский, 2) Аскинский, 3) Благоварский, 4) Бузовьязовский, 5) Ермикеевский, 6) Иглинский, 7) Илишевский, 8) Краснокамский, 9) Куюргазинский, 10) Малоязовский, 11) Татышлинский, 12) Федоровский, 13) Шаранский, 14) Юмагузинский, 15) Абзелиловский, 16) Архангельский, 17) Аургазинский, 18) Баймакский, 19) Бакалинский, 20) Балтачевский, 21) Белебеевский, 22) Белокатайский, 23) Белорецкий, 24) Бижбулякский, 25) Бирский, 26) Благовещенский 27) Буздякский, 28) Бураевский, 29) Бурзянский, 30) Давлекановский, 31) Дуванский, 32) Дюртюлинский, 33) Зилаирский, 34) Зианчуринский, 35) Калтасинский, 36) Караидельский, 37) Кармаскалинский, 38) Кигинский, 39) Красноусольский, 40) Кугарчинский, 41) Макаровский, 42) Мелеузовский, 43) Мечетлинский, 44) Мишкинский, 45) Миякинский, 46) Нуримановский, 47) Стерлибашевский, 48) Стерлитамакский, 49) Топорнинский, 50) Туймазинский, 51) Учалинский, 52) Уфимский, 53) Хайбуллинский, 54) Чекмагушевский, 55) Чишминский, 56) Янаульский.
В 1937 году образованы Байкибашевский, Воскресенский, Кандринский, Матраевский и Покровский районы. В том же году Топорнинский район был переименован в Кушнаренковский. Через 2 года был образован Улу-Телякский район. Число районов достигло 63. В 1940 году был упразднён Ишимбаевский район, Красноусольский район переименован в Гафурийский, а ещё через год Малоязовский район был переименован в Салаватский. В 1946 году образован Абзановский район.
29 мая 1952 года Башкирская АССР была разделена на 2 области: Стерлитамакскую и Уфимскую. 30 апреля 1953 года эти области были упразднены.
С середины 1950-х годов началось постепенное укрупнение районов. Так, в 1956 году были упразднены Абзановский, Байкибашевский, Бузовьязовский, Воскресенский, Кандринский, Караидельский, Матраевский и Улу-Телякский районы, в 1963 году — Абзелиловский, Архангельский, Аскинский, Аургазинский, Бакалинский, Балтачевский, Бижбулякский, Благоварский, Благовещенский, Буздякский, Бурзянский, Гафурийский, Давлекановский, Дуванский, Дюртюлинский, Ермекеевский, Зилаирский, Иглинский, Калтасинский, Кигинский, Краснокамский, Кугарчинский, Кушнаренковский, Куюргазинский, Макаровский, Мечетлинский, Мишкинский, Миякинский, Нуримановский, Покровский, Стерлибашевский, Татышлинский, Учалинский, Фёдоровский, Шаранский и Юмагузинский. Тогда же образован Нуримановский промышленный район.

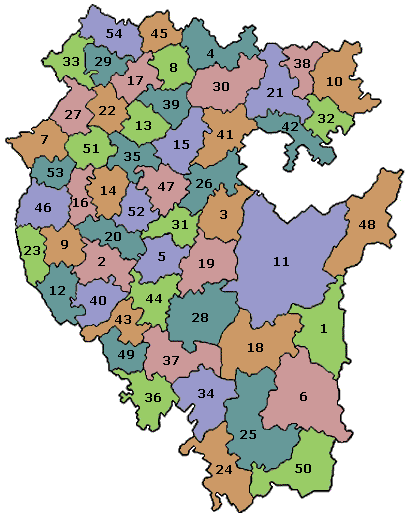
Административно-территориальное деление Республики Башкортостан

| Число административно-территориальных единиц (на начало года, в границах соответствующих лет) | Число административно-территориальных единиц (на начало года, в границах соответствующих лет) | Число административно-территориальных единиц (на начало года, в границах соответствующих лет) | Число административно-территориальных единиц (на начало года, в границах соответствующих лет) | Число административно-территориальных единиц (на начало года, в границах соответствующих лет) | Число административно-территориальных единиц (на начало года, в границах соответствующих лет) | Число административно-территориальных единиц (на начало года, в границах соответствующих лет) | Число административно-территориальных единиц (на начало года, в границах соответствующих лет) | Число административно-территориальных единиц (на начало года, в границах соответствующих лет) | Число административно-территориальных единиц (на начало года, в границах соответствующих лет) |
| Наименование АТЕ                                                                              | 1931                                                                                          | 1941                                                                                          | 1961                                                                                          | 1971                                                                                          | 1981                                                                                          | 1989                                                                                          | 1994                                                                                          | 2002                                                                                          | 2010                                                                                          |
| --------------------------------------------------------------------------------------------- | --------------------------------------------------------------------------------------------- | --------------------------------------------------------------------------------------------- | --------------------------------------------------------------------------------------------- | --------------------------------------------------------------------------------------------- | --------------------------------------------------------------------------------------------- | --------------------------------------------------------------------------------------------- | --------------------------------------------------------------------------------------------- | --------------------------------------------------------------------------------------------- | --------------------------------------------------------------------------------------------- |
| Районы                                                                                        | 48                                                                                            | 62                                                                                            | 56                                                                                            | 53                                                                                            | 54                                                                                            | 54                                                                                            | 54                                                                                            | 54                                                                                            | 54                                                                                            |
| Города                                                                                        | 5                                                                                             | 7                                                                                             | 15                                                                                            | 17                                                                                            | 17                                                                                            | 17                                                                                            | 20                                                                                            | 21                                                                                            | 21                                                                                            |
| Посёлки городского типа                                                                       | 10                                                                                            | 21                                                                                            | 32                                                                                            | 38                                                                                            | 40                                                                                            | 42                                                                                            | 41                                                                                            | 40                                                                                            | 2                                                                                             |
| Сельские советы/ поселения                                                                    | 1291                                                                                          | 1245                                                                                          | 786                                                                                           | 829                                                                                           | 847                                                                                           | 883                                                                                           | 925                                                                                           | 939                                                                                           | 828                                                                                           |

С 1964 года началось увеличнение числа районов. Сначала были образованы Бакалинский, Иглинский, Калтасинский и Стерлибашевский районы. В январе 1965 года образованы Абзелиловский, Аскинский, Аургазинский, Бижбулякский, Благовещенский, Гафурийский, Давлекановский, Дюртюлинский, Ишимбайский, Кигинский, Кугарчинский, Кумертауский, Кушнаренковский, Мечетлинский, Мишкинский, Миякинский и Учалинский районы. Упразднён Нуримановский промышленный район. Иглинский переименован в Нуримановский. В конце 1965 — начале 1966 годов образованы Архангельский, Балтачевский, Благоварский, Буздякский, Бурзянский, Дуванский, Ермекеевский, Зилаирский, Иглинский, Татышлинский и Шаранский районы.
В 1972 году образован Краснокамский район.
В 1992 году Кумертауский район переименован в Куюргазинский.